# Ankylophorus
Ankylophorus is een geslacht van uitgestorven straalvinnige beenvissen, dat leefde tijdens het Laat-Jura in wat nu Frankrijk is. Het type en enige soort Ankylophorus similis werd oorspronkelijk in 1895 benoemd als een soort van Pholidophorus, maar werd in 1978 verplaatst naar een apart geslacht.